# Caecilia subnigricans
Caecilia subnigricans е вид безкрако земноводно от семейство Caeciliidae. Видът не е застрашен от изчезване.

## Разпространение и местообитание
Разпространен е във Венецуела и Колумбия.
Обитава райони с тропически и субтропичен климат, гористи местности, градини, крайбрежия, плантации и езера.